# Моллой (роман)
«Молло́й» (фр. Molloy) — роман ирландского писателя Сэмюэла Беккета. Написан Беккетом на французском языке, а впоследствии переведён им же в сотрудничестве с другим переводчиком на английский. Составляет наряду с романами «Мэлон умирает» и «Безымянный» единую трилогию, считающуюся одной из вершин прозаического творчества писателя.

## Сюжет
Книгу можно разбить на две части — два монолога персонажей. Внутренний монолог первого персонажа, калеки Моллоя, состоит из скрупулёзного описания его пути к дому матери, в ходе которого герой преодолевает различные препятствия, как-то: арест полицейскими из-за опасной остановки на улице, наезд на собаку вдовы по имени Лаусс, приютившей Моллоя на время, потерю велосипеда, конфликт с угольщиком где-то в лесу. Моллой в некоторой степени страдает от амнезии, парализован вначале на одну ногу, а впоследствии начинает отказывать и вторая нога. По мере рассказа он становится бездеятельным и пассивным. Наконец, изголодавшийся и разбитый параличом, неспособный передвигаться ни на велосипеде, ни в вертикальном положении, он принимает решение ползти по лесу, так как таким образом ему удобнее было останавливаться на отдых, не меняя положения. Передвигаясь ползком, он чудом или по случайности попадает на край леса и скатывается в глубокую канаву. Больше о нём ничего не известно.
Вторая часть книги рассказана в форме отчёта, который пишет Жак Моран, частный сыщик, которому руководство в лице некоего Юди поручило выследить Моллоя (или Моллоуза). Этот приказ Морану доставляет однажды в летний воскресный полдень связной по имени Габер. После причащения у отца Абруаза Моран в полночь отправляется на поиски в сопровождении своего единственного сына и так же, как и Моллой, сталкивается со сложностями на пути. Жак теряет в дороге направление движения и сына, которого он отправил в деревню купить велосипед, когда одна нога перестаёт подчиняться герою. Ожидая сына, Моран убивает в лесу некоего странника, сам не понимая как. По возвращении сына, купившего велосипед, они уезжают из леса: отец на багажнике, а сын крутя педали. Но однажды утром, достигнув страны Моллоя «Чёртлибы» и после вечерней ссоры, сын пропадает окончательно. Морана находит Габер и приказывает ему прекратить поиски и вернуться домой, но он с трудом может это сделать в своём беспомощном положении, близком к положению самого Моллоя. Через шесть месяцев он, наконец, возвращается в свою страну и находит свой дом заброшенным.

## Ключевые персонажи
Моллой — типичный для беккетовского творчества маргинал и бродяга. С учётом статуса подонка социума Моллой на удивление неплохо образован. У Моллоя множество странностей вроде пристрастия к обсасыванию маленьких камней в определённом порядке (эта процедура подробнейшим образом описана в соответствующем обстоятельном пассаже), а также болезненной привязанности к собственной матери, относительно которой не вполне ясно, жива она или мертва.
Жак Моран — частный детектив. Он педантичен и дотошен до абсурда, склонен к мастурбации и дисциплине. По мере развёртывания повествования тело Морана слабеет и отказывает ему без всякой видимой причины, разум также медленно оставляет Морана.

## История создания
«Моллой», будучи первой частью трилогии, написан Беккетом на французском. Это не первый опыт обращения Беккета к написанию произведений на иностранном для себя языке. В период с 1945 г. по 1950 г. Беккет создал несколько коротких новелл на французском, объединённых общим названием «Истории и тексты для ничего» («Изгнанник», «Успокоительное», «Суть» и «Тексты для ничего»), закончил работу над повестью «Мерсье и Камье», а к 1947 году подготовил для публикации французский перевод «Мёрфи». Тем не менее, трилогия и «Моллой» как её неотъемлемая часть является наиболее цельным и крупным корпусом недраматургических текстов Беккета, написанных по-французски. Беккет начал работу над следующей после «Уотта» большой вещью — трилогией — в мае 1947 г., а закончил работу в январе 1950 г. Поиск издателя для «Моллоя» занял несколько лет, роман увидел свет в 1951 году.

## Стиль
Новшеством по сравнению с предыдущими работами писателя является повествование от первого лица и активное использование техники потока сознания.
В этой книге Беккет с удовольствием строит сообщения, которые тут же опровергает, утверждает и отрицает одновременно. Повсюду недоверие, так как сама речь уничтожается, будучи произнесённой, каковы и последние слова романа: «Полночь. По стеклу хлещет дождь. Была не полночь. И не шёл дождь».
В повествовательной форме стиль Беккета, кажется, переворачивает привычные грамматические структуры и зависимости. Как говорит Мэлон в «Мэлон умирает»: «Даже мои пальцы пишут в каких-то других широтах, и воздух, который проходит через мои страницы и переворачивает их без моего ведома, когда меня смаривает сон, так что подлежащее приземляется далеко от сказуемого, а дополнение вообще повисает в пространстве, разве воздух не предпоследнее его обиталище, и это милосердно». Эти слова, призванные описать старика в полном бреду, поразительно подходят и к тону и форме, используемым в «Моллое» и в целом в трилогии «Моллой» — «Мэлон умирает» — «Безымянный».
Основные темы произведения — смерть, старение, одиночество — в целом характерны для всего творчества Беккета. Несмотря на их мрачное настроение, писателю удаётся затронуть их с юмором и поэтичностью.

## Интерпретации
В «Моллое» отчётливо слышны отзвуки детских воспоминаний Беккета, а тема специфических и сложных взаимоотношений Моллоя с матерью и затухание жизни в заглавном персонаже книги рифмуется с автобиографическими событиями из жизни писателя — 25 августа 1950 года после продолжительной борьбы с болезнью Паркинсона умерла мать Беккета, Мей.
В «Моллое» прослеживаются темы, волновавшие Беккета на протяжении всей творческой биографии: это подмеченная ещё в раннем эссе о Прусте проблема утраты связей между диалектической парой субъект-объект, а также усвоенный из публичной лекции основателя психоанализа К. Г. Юнга тезис о том, что ни один человек не является в полном смысле рождённым. Следуя за теорией Юнга об архетипах, Моллоя и Морана можно рассматривать в качестве «Я» и Тени.
Ощущениями гнетущего неумолимого конца, разложения, бессилия и потерянности проникнут текст «Моллоя». Вместе с тем Беккета не покидает его фирменная ироничность. Ричард Кирни, доктор философии Бостонского колледжа, в своё эссе о Беккете отмечает: «<…> цель автора в меньшей степени состоит в нигилистической деконструкции смысла до бессмыслицы, а в большей степени — в подтрунивающем желании разоблачить неистощимую комедию существования».